# Handball-Weltmeisterschaft der Männer 2011/Finalrunde
Dies sind die Spielergebnisse der Finalrunde der Handball-Weltmeisterschaft der Herren 2011. Hinter den Spielern sind in Klammern die Tore – inklusive der 7-m-Tore – sowie Torschüsse angegeben. Hat ein Spieler eine Trefferquote von 100 %, steht nur eine Zahl in den Klammern.

## Halbfinale: Schweden – Frankreich 26:29 (12:15)
| Schweden | Schweden | Frankreich | Frankreich |
| | 28. Januar 2011 um 18:00 Uhr in Malmö Ergebnis: 26:29 (12:15) Zuschauer: 11.477 Schiedsrichter: Lars Geipel & Marcus Helbig ( Deutschland) Spielerstatistik |            |            |
| Mattias Gustafsson, Jonas Källman, Magnus Jernemyr, Jan Lennartsson, Niclas Ekberg, Dalibor Doder, Robert Arrhenius, Jonas Larholm, Oscar Carlén, Tobias Karlsson, Johan Jakobsson, Fredrik Larsson, Fredrik Petersen, Kim Ekdahl Du Rietz, Mattias Andersson, Johan Sjöstrand Trainer: Ola Lindgren & Staffan Olsson | Jérôme Fernandez, Didier Dinart, Xavier Barachet, Bertrand Gille, Guillaume Joli, Samuel Honrubia, Nikola Karabatić, Franck Junillon, William Accambray, Luc Abalo, Cédric Sorhaindo, Michaël Guigou, Arnaud Bingo, Daouda Karaboué, Thierry Omeyer Trainer: Claude Onesta |            |            |
| Källman (6/9) Ekberg (3/6) Doder (3/6) Arrhenius (2/3) Larholm (2/6) Carlén (5/11) Ekdahl Du Rietz (5/8) | Fernandez (2/4) Barachet (2/3) Gille (8) Joli (1) Karabatić (3/5) Accambray (3/9) Abalo (2/5) Guigou (8/9) |            |            |
| Källman, Larholm, Karlsson | Barachet, Karabatić, Abalo |            |            |
| Källman, Carlén, Karlsson, Ekdahl Du Rietz | Fernandez, Barachet, Gille, Karabatić |            |            |

## Halbfinale: Dänemark – Spanien 28:24 (12:12)
| Dänemark | Dänemark | Spanien | Spanien |
| | 28. Januar 2011 um 20:30 Uhr in Kristianstad Ergebnis: 28:24 (12:12) Zuschauer: 4.234 Schiedsrichter: Václav Horáček & Jiří Novotný ( Tschechien) Spielerstatistik |         |         |
| Mads Christiansen, Lasse Boesen, Rasmus Lauge Schmidt, Lars Christiansen, Anders Eggert, Bo Spellerberg, Michael V. Knudsen, Jesper Nøddesbo, Lasse Svan Hansen, Hans Lindberg, René Toft Hansen, Kasper Søndergaard, Mikkel Hansen, Kasper Nielsen, Niklas Landin Jacobsen, Søren Rasmussen Trainer: Ulrik Wilbek | Alberto Entrerríos, Eduardo Gurbindo, Albert Rocas, Jorge Maqueda, Rubén Garabaya, Raúl Entrerríos, Julen Aguinagalde, Roberto García Parrondo, Cristian Ugalde, Juanín García, Iker Romero, Chema Rodríguez, Joan Cañellas, Viran Morros, José Javier Hombrados, Arpad Sterbik Trainer: Valero Rivera |         |         |
| M. Christiansen (1/3) Boesen (1/5) L. Christiansen (2/4) Spellerberg (1) Knudsen (1) Lindberg (6/7) R. Hansen (2) Søndergaard (5/8) M. Hansen (9/13) | A. Entrerríos (3/11) Gurbindo (2/5) Rocas (1) Garabaya (1) R. Entrerríos(3/6) Parrondo (2/4) Ugalde (2) García (1/3) Romero (1/3) Rodríguez (1/2) Cañellas (6/10) Morros (1/2) |         |         |
| Knudsen, Lindberg, Hasen | A. Entrerríos, Parrondo, Morros |         |         |
| Knudsen (2) | Parrondo (2), Morros |         |         |

## Spiel um Platz 3: Schweden – Spanien 23:24 (11:11)
| Schweden | Schweden | Spanien | Spanien |
| | 30. Januar 2011 um 14:30 Uhr in Malmö Ergebnis: 23:24 (11:11) Zuschauer: 12.145 Schiedsrichter: Nenad Krstič, Peter Ljubič ( Slowenien) Spielerstatistik |         |         |
| Mattias Gustafsson, Jonas Källman, Magnus Jernemyr, Jan Lennartsson, Niclas Ekberg, Dalibor Doder, Robert Arrhenius, Jonas Larholm, Oscar Carlén, Tobias Karlsson, Johan Jakobsson, Fredrik Larsson, Fredrik Petersen, Kim Ekdahl Du Rietz, Mattias Andersson, Johan Sjöstrand Trainer: Ola Lindgren & Staffan Olsson | Alberto Entrerríos, Eduardo Gurbindo, Albert Rocas, Jorge Maqueda, Rubén Garabaya, Raúl Entrerríos, Julen Aguinagalde, Roberto García Parrondo, Cristian Ugalde, Juanín García, Iker Romero, Chema Rodríguez, Joan Cañellas, Viran Morros, José Javier Hombrados, Arpad Sterbik Trainer: Valero Rivera |         |         |
| Källman (6/7) Ekberg (1/2) Doder (2/5) Larholm (5/7) Carlén (4/9) Karlsson (1/3) Jakobsson (1/2) Ekdahl Du Rietz (3/6) | A. Entrerríos (3/6) Gurbindo (4/7) Peño (1/2) R. Entrerríos (2/3) Aguinagalde (4/6) Parrondo (2) Ugalde (1/3) García (1/2) Romero (4/8) Cañellas (2/4) |         |         |
| Källman, Ekberg, Carlén | A. Entrerríos, Peño |         |         |
| Källman, Jernemyr, Carlén, Karlsson, Jakobsson | Aguinagalde (2), García, Cañellas |         |         |

## Finale: Frankreich – Dänemark 37:35 n.V. (31:31, 15:12)
| Frankreich | Frankreich | Dänemark | Dänemark |
| | 30. Januar 2011 um 17:00 Uhr in Malmö Ergebnis: 37:35 n. V. (31:31, 15:12) Zuschauer: 12.462 Schiedsrichter: Óscar Raluy López & Ángel Luis Sabroso Ramírez ( Spanien) Spielerstatistik |          |          |
| Jérôme Fernandez, Didier Dinart, Xavier Barachet, Bertrand Gille, Guillaume Joli, Samuel Honrubia, Nikola Karabatić, Franck Junillon, William Accambray, Luc Abalo, Cédric Sorhaindo, Michaël Guigou, Sébastien Bosquet, Arnaud Bingo, Daouda Karaboué, Thierry Omeyer Trainer: Claude Onesta | Thomas Mogensen, Mads Christiansen, Lasse Boesen, Rasmus Lauge Schmidt, Lars Christiansen, Anders Eggert, Bo Spellerberg, Michael V. Knudsen, Jesper Nøddesbo, Lasse Svan Hansen, Hans Lindberg, René Toft Hansen, Kasper Søndergaard, Mikkel Hansen, Kasper Nielsen, Niklas Landin Jacobsen, Søren Rasmussen Trainer: Ulrik Wilbek |          |          |
| Fernandez (5/9) Barachet (3/9) Gille (4/5) Joli (1/2) Karabatić (10/14) Accambray (2/4) Abalo (5/6) Guigou (7/12) | M. Christiansen (1/2) Boesen (2/8) L. Christiansen (5) Eggert (3/4) Spellerberg (4) Knudsen (2) Nøddesbo (3/4) Lindberg (3) R. Hansen (2/5) M. Hansen (10/20) |          |          |
| Barachet, Gille, Abalo | Eggert, R. Hansen, Nielsen |          |          |
| Fernandez, Gille, Accambray | Spellerberg, Nøddesbo, Lindberg, M. Hansen |          |          |